# Krsztoar
Krsztoar (macedónul: Крстоар) település Észak-Macedóniában, a Pelagonijai körzet Bitolai járásában.

## Népesség
| Lakosok száma | 379  | 369  | 344  | 349  | 479  | 283  | 187  | 167  | 239  |
|               | 1948 | 1953 | 1961 | 1971 | 1981 | 1991 | 1994 | 2002 | 2021 |

2002-ben 167 lakos volt, akik közül 164 macedón, 2 szerb, 1 egyéb.